# Lluís Gassó i Carbonell
Lluís Gassó i Carbonell   (Barcelona, 1 de juliol de 1916 - Barcelona, 21 de setembre de 2010), fou un escriptor català.

## Biografia
Estudià música, piano i violí sota la direcció de Francesc Baldelló i després al Conservatori del Liceu amb els mestres Moner i Guérin. Fou funcionari de la Diputació de Barcelona i un dels fundadors del Grup ESTUDI l'any 1939, que editava la revista Estimats Amics (1941-1942). Durant vint anys va ser corrector i col·laborador de l'editorial Glosa. La seva poesia fou influïda per Carles Riba i principalment per Josep Maria López-Picó. Fou Mestre en Gai Saber el 1977, el 2002 va rebre la Creu de Sant Jordi pel seu impuls a la normalització de la llengua i al redreçament de la cultura catalana en els anys de la resistència al franquisme. Gassó era gendre de l'escriptor i lingüista Josep Miracle i Montserrat.

## Obres

### Poesia
- Artifici (1946)
- Imatges solitàries (1947)
- Poema de l'amic (1950)
- Atzurs rebels (1951)
- Arbre (1955)
- Llegenda i veritat (1956)
- Cançons en l'aire (1966)
- Ciutat oberta (1978)
- Lliçó de temps (1982, premi Ciutat de Barcelona 1975).
- Festa (1991, premi Josep Maria Lopez-Pico de Vallirana, 1977).
- Collita Intemporal (1992)
- Cor i pensament (1999)
- El Verb solitari (2003)
- Reialme interior (2005)

### Contes
- Contes intemporals (2008)

### Teatre
- La difícil veritat (1950)
- Parèntesi primaveral (1951),
- Nausica (1951) del llibret de l'òpera d'Agustí Cohí Grau

### Assaig
- Apunts per a un assaig d'introspectiva poètica (1966)